# Turtas
Turtas (rusky Туртас) je řeka v Ťumeňské oblasti v Rusku. Je dlouhá 241 km. Plocha povodí měří 12 100 km².

## Průběh toku
Vzniká soutokem Velkého a Malého Turtase. Ústí zprava do Irtyše (povodí Obu) na 422 říčním kilometru.

## Vodní režim
Zdrojem vody jsou převážně sněhové srážky. Průměrný průtok vody ve vzdálenosti 74 km od ústí činí přibližně 40,2 m³/s. Zamrzá ve druhé polovině října až v první polovině listopadu a rozmrzá ve druhé polovině dubna až v první polovině května.
Průměrné měsíční průtoky řeky ve stanici Nizhniy Chebuntan v letech 1971 až 1993:

## Využití
Řeka je splavná pro vodáky. Na dolním toku je možná vodní doprava.